# Scotorythra nesiotes
Scotorythra nesiotes är en fjärilsart som beskrevs av Perkins 1901. Scotorythra nesiotes ingår i släktet Scotorythra och familjen mätare. IUCN kategoriserar arten globalt som utdöd. Inga underarter finns listade.